# Cathédrale Saint-Chad de Birmingham
La cathédrale Saint-Chad est le siège de l'archidiocèse catholique de Birmingham en Angleterre, et elle est dédiée à saint Chad de Mercie, évêque de Mercie au VIIe siècle, et élève de saint Aidan de Lindisfarne.
Construite sur des plans d'Augustus Welby Pugin et terminée en 1841, Saint-Chad est le plus ancien bâtiment parmi les églises catholiques romaines construites après la Réforme anglaise. Elle est élevée au rang de cathédrale en 1850. Elle est l'une des trois basiliques mineures d'Angleterre.
La cathédrale est située dans un espace vert public près de Queensway, dans le centre de Birmingham. Depuis 2009, l'archevêque est Bernard Longley.

## Architecture
Saint-Chad a remplacé une église plus petite dédiée à saint Augustin, construite sur le même site en 1808, dans le quartier des armuriers de la ville, sur un terrain en pente raide qui descendait jusqu'au canal et au quai. 
En raison de l'étroitesse du site et de la nécessité de construire en brique plutôt qu'en pierre, l'architecte Pugin, pionnier de l'architecture néo-gothique, était limité dans le style et les proportions de l'église qu'il pouvait dessiner. Comme il souhaitait que l'église soit aussi ouverte et spacieuse que possible, il s'est inspiré du style des églises construites dans le Nord de l'Allemagne à la fin du Moyen Âge. L'église Saint-Chad est construite dans le style d'une église-halle (Hallenkirche) en gothique de brique (Backsteingotik) , semblable à la cathédrale de Munich, et possède un massif occidental avec d'étroites flèches à broche (broach spire) semblables à celles de la cathédrale de Lübeck. En raison de la forte pente du site, Pugin a construit une grande crypte sous le bâtiment, qui servira principalement de lieu de sépulture pour les tombes familiales et les anciens membres du clergé de la cathédrale, et qui est aujourd'hui une salle de répétition pour le chœur (datant de 1841). L'alignement géographique est inhabituel dans la mesure où l'extrémité, qui est l'emplacement de l'autel, est en fait orientée approximativement vers le nord-ouest. 
L'intérieur, dont la nef est presque deux fois plus haute que large, présente une arcade très haute. Le plafond en bois est orné de monogrammes et de motifs floraux, inspirés des vestiges de la décoration médiévale des anciens plafonds des cathédrales d'Ely et de Peterborough.
En 1932, l'église a été agrandie par l'ajout de la chapelle Saint-Édouard (St Edward's Chapel), conçue par le petit-fils de Pugin, Sebastian Pugin Powell, et construite en mémoire de l'archevêque Edward Ilsley et de son patron saint Édouard le Confesseur. Les fenêtres de la chapelle illustrent l'histoire des reliques de saint Chad et de ceux qui ont servi l'église, ainsi que de magnifiques armoiries ecclésiastiques.
La cathédrale telle qu'elle apparaît aujourd'hui est le résultat de changements opérés dans les années 1960, ainsi que de rénovations et de remaniements effectués après Vatican II, et seule une partie de l'œuvre d'Augustus Welby Pugin a survécu. Entres autres, la disposition originale du chœur a été modifiée et la décoration a été masquée par de la peinture à la chaux. 

## Galerie

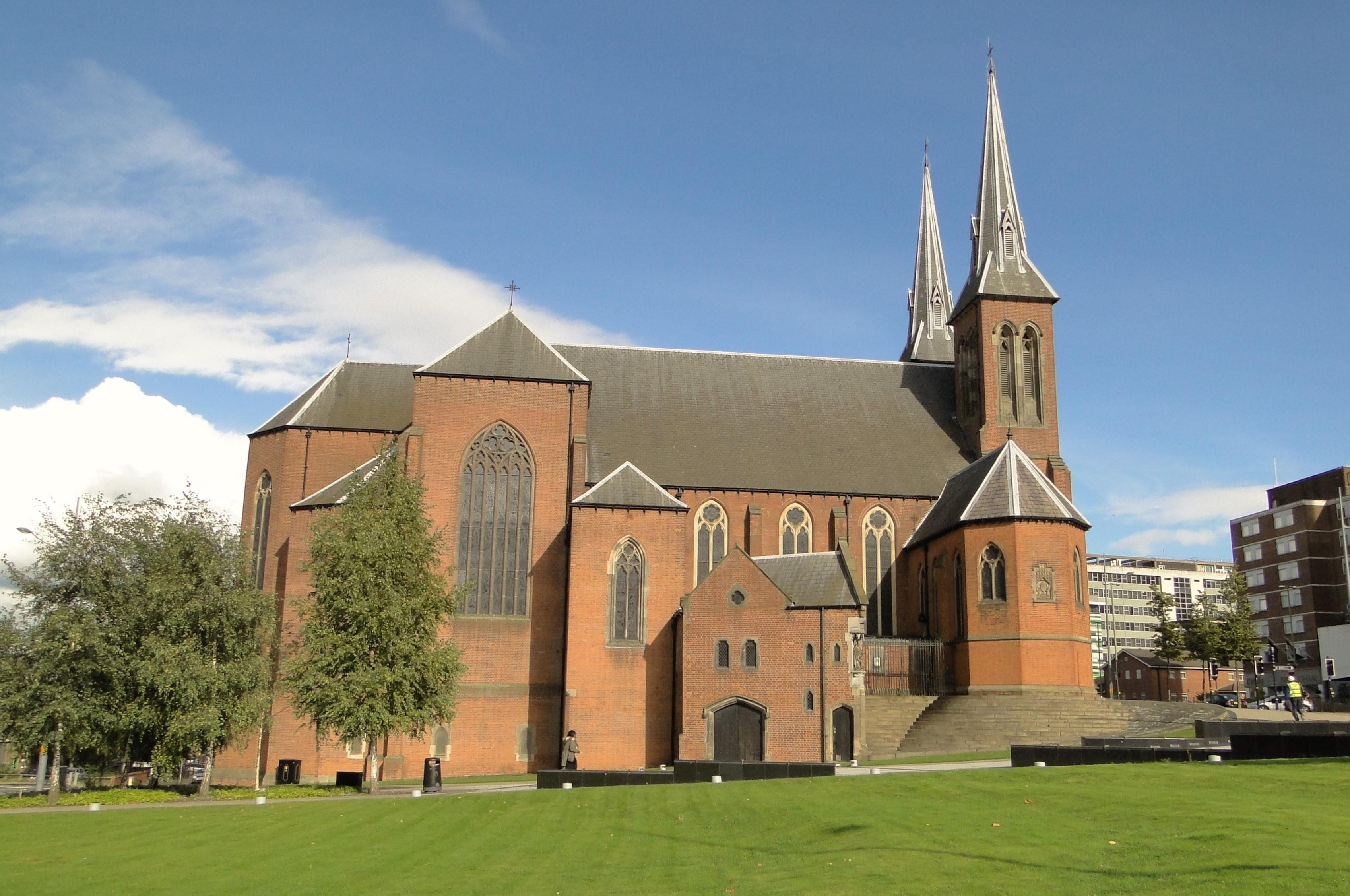
Façade latérale.
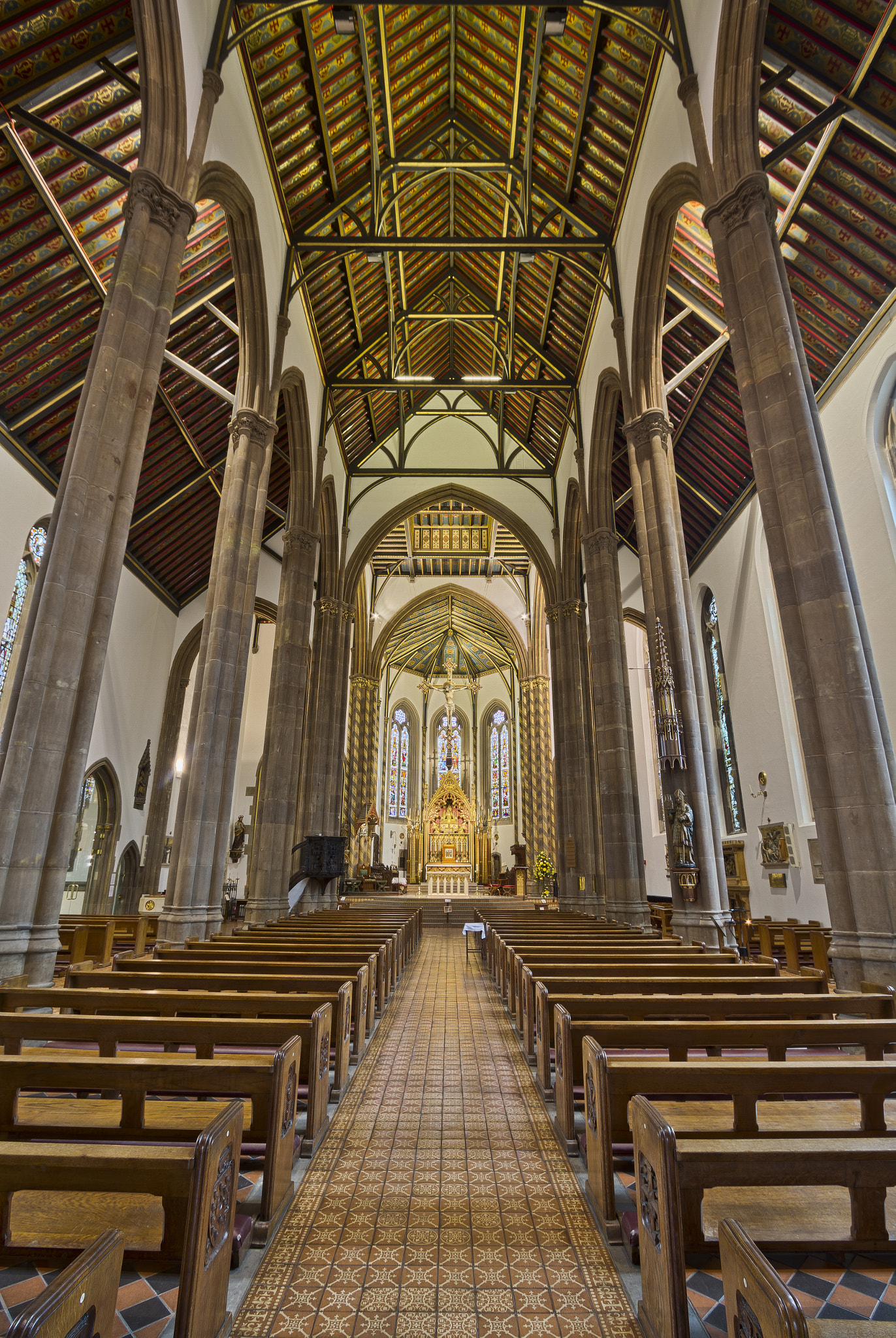
Nef.
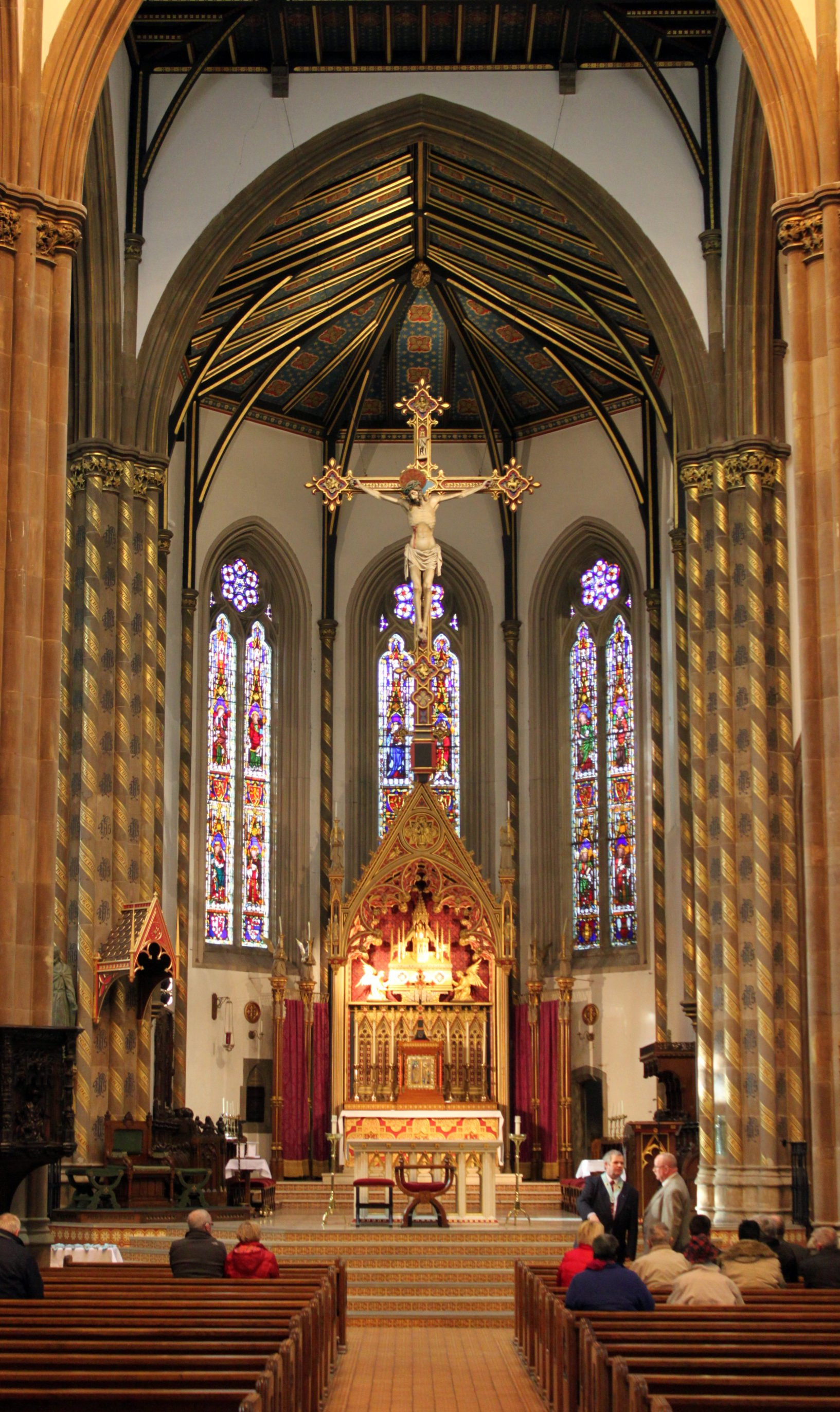
Maître-autel et abside.
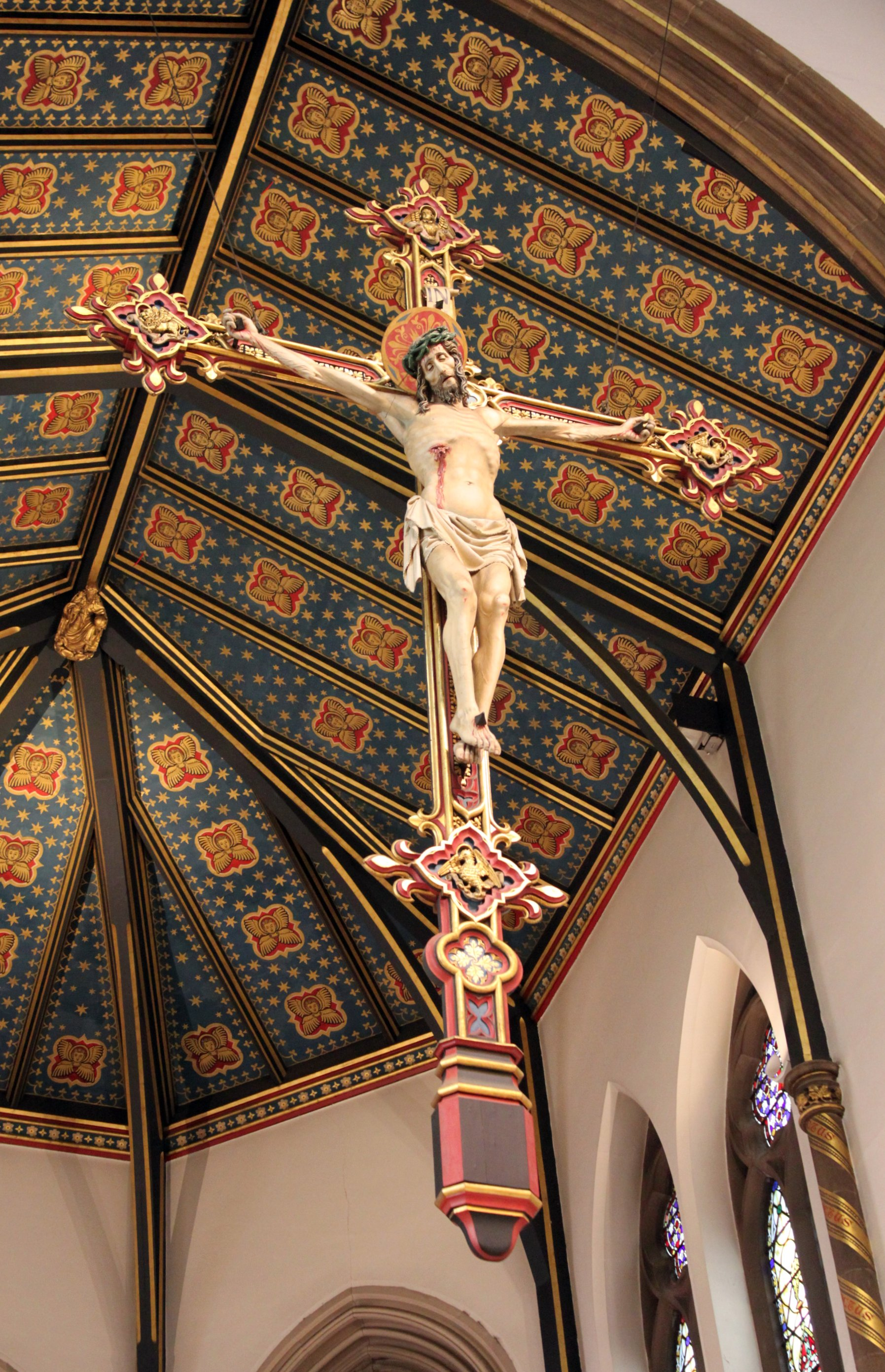
Croix du chœur et plafond de l'abside.
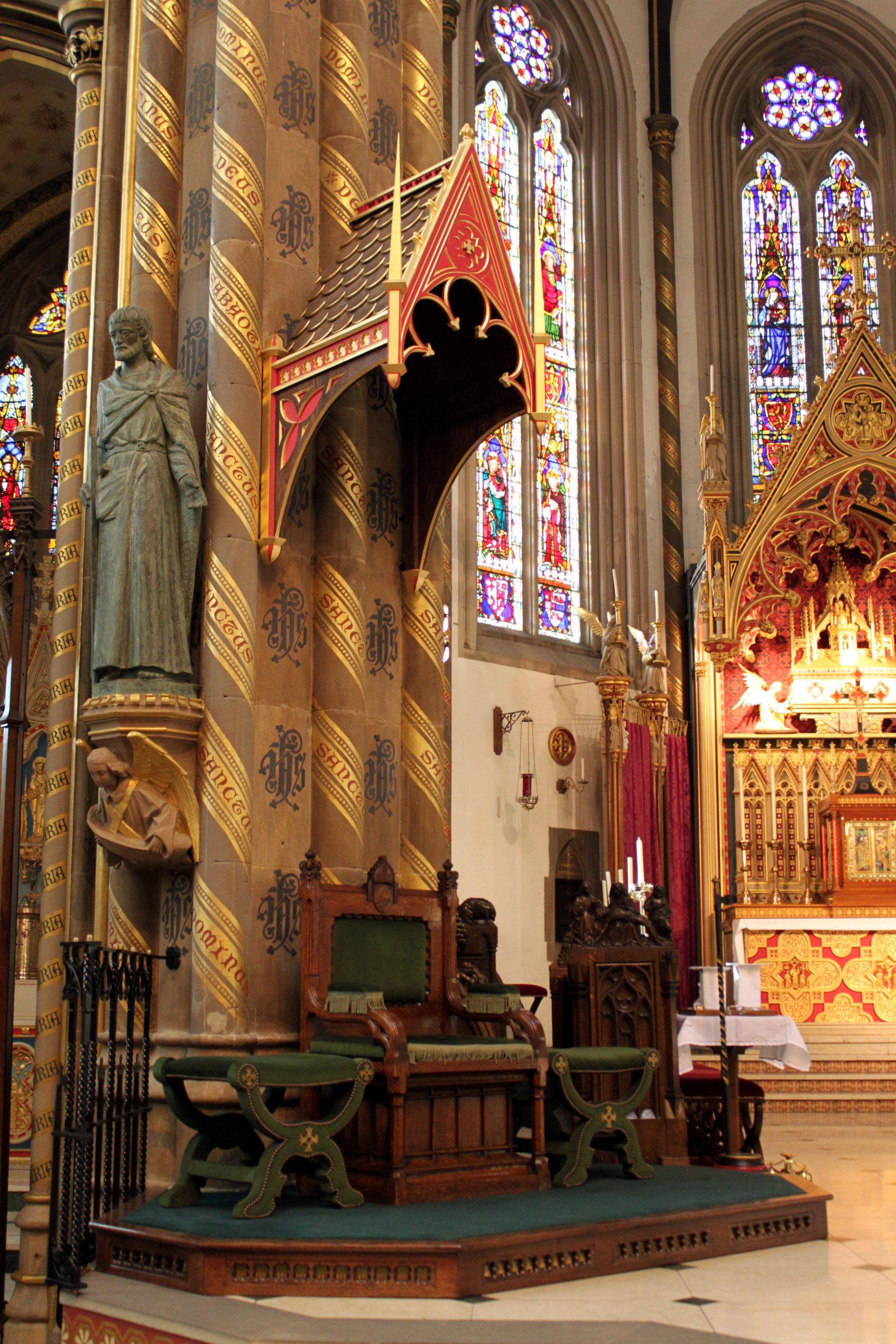
Cathèdre.
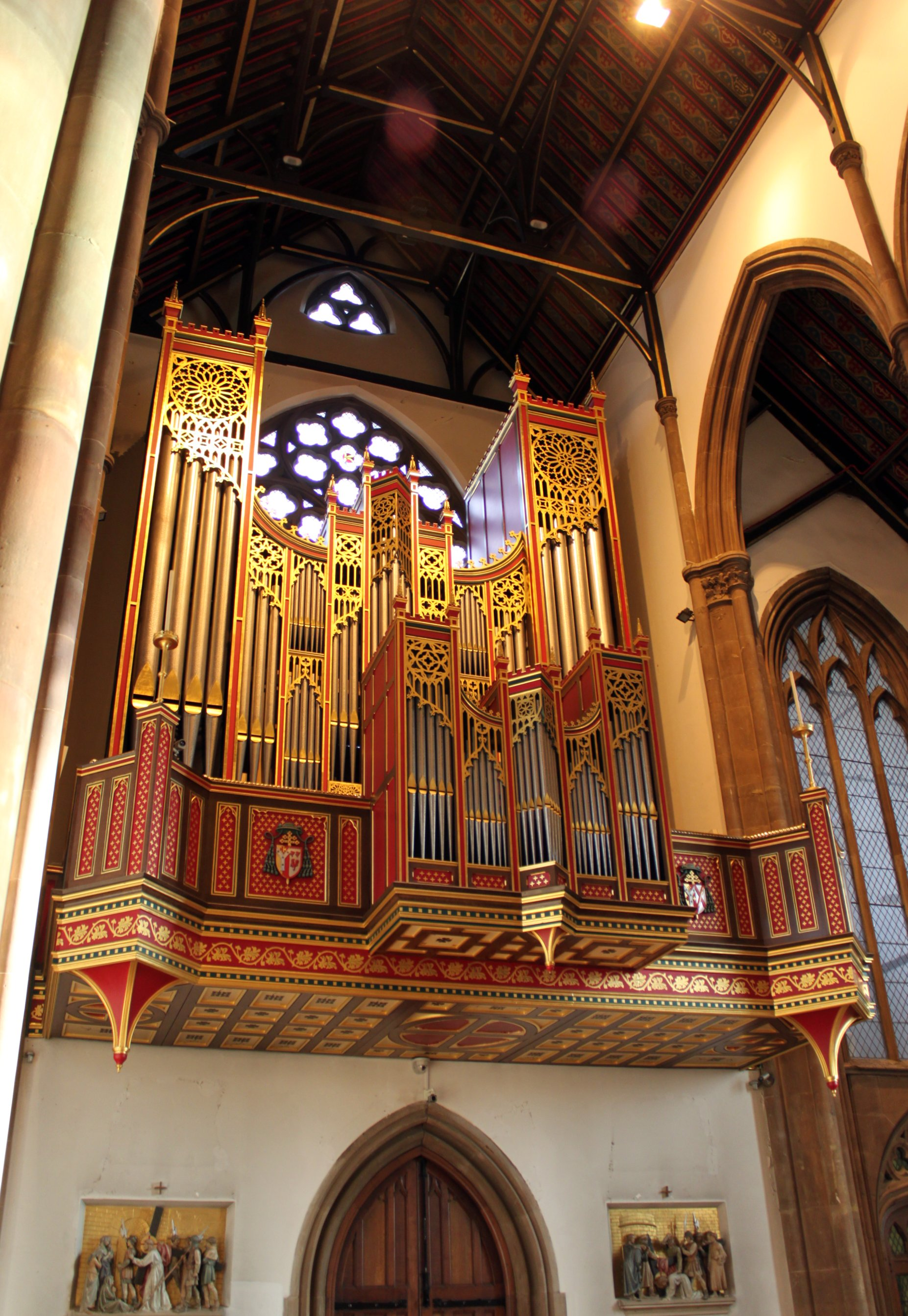
Grand orgue.

## Source
- (en) Cet article est partiellement ou en totalité issu de l’article de Wikipédia en anglais intitulé « St Chad's Cathedral, Birmingham » (voir la liste des auteurs).